# Gotta Find You
«Gotta Find You» es el sexto sencillo de la Película Original de Disney Channel,[cita requerida] Camp Rock, y por tanto, forma parte de la banda sonora de la película. La canción es cantada por el personaje de Joe Jonas (Shane Gray).

## Utilización de la canción en Camp Rock
La canción es utilizada por Shane, que tras haber escuchado una canción cantada por una hermosa voz, crea una canción con una melodía parecida. Tras ello, decide buscarla y decenas de chicas le cantan, pensando que pueden ser ellas. Pero el no la encuentra, y crea una canción que expresa todo lo que desea encontrar esa voz. Shane, en una conversación con Mitchie (Demi Lovato), se la canta. Ella queda embelesada tras haber escuchado la hermosa canción.
El día de la Final Jam, competición del campamento para demostrar quien es el mejor campista, ella no puede participar, debido a un castigo, pero si puede demostrar su talento después de que todos los participantes hayan acabado de mostrar su talento, por lo que la joven se dispone a cantar This Is Me.
Shane, al escuchar cantar a la joven, se muestra sorprendido, pero contento, ya que Mitchie era la voz, y por tanto, la joven de la cual el empezaba a sentir un extraño sentimiento. El, decide intervenir en mitad de la canción con un trozo de "Gotta Find You", la cual ella continua, y ambos finalizan la canción con la estrofa final de "This is me".

## Argumento de la canción
Shane dice que nadie parece entenderle y que necesita encontrar a la voz que ha encontrado, porque es la pieza que le falta, que es la canción que necesita, la cura para sus males. En general, que esa voz que busca lo es todo para el.

## Intérpretes principales
- Joe Jonas como Shane Gray.